# Olaf Barda
Olaf Barda, nato Olaf M. Olsen (Kristiania, 17 agosto 1909 – Oslo, 2 maggio 1971), è stato uno scacchista norvegese.
Nel 1952 diventò il primo norvegese a ricevere il titolo di Maestro Internazionale.
Vinse sei volte il Campionato norvegese (1930, 1947, 1948, 1952, 1953 e 1957).
Tra i suoi migliori risultati in tornei internazionali il primo posto a Copenaghen 1947 (davanti a  Jens Enevoldsen e Daniel Yanofsky) e Jönköping 1958/59 (pari primo con Aleksandr Kotov, davanti a Vjačeslav Ragozin).
Barda era anche un forte giocatore per corrispondenza; vinse il campionato norvegese per corrispondenza nel 1946 e nel 1949/50. Terminò quarto nel primo campionato del mondo per corrispondenza (1950/53).
Nel 1959 ottenne il titolo di Grande Maestro per corrispondenza.
Scrisse il manuale di scacchi "Sjakk!" e la rubrica di scacchi per il giornale Dagbladet.